# الدحو (بيشة)
الدحو: إحدى مراكز محافظة بيشة. تقع في شمال شرق المحافظة على مسافة 10 كيلاً، ويقطنها 2922 نسمة.